# Autobahn A3 (Schweiz)
Die Autobahn A3 von Basel nach Sargans gehört zum Schweizer Autobahnnetz. Sie ist weitgehend deckungsgleich mit der Nationalstrasse 3.

## Streckenverlauf

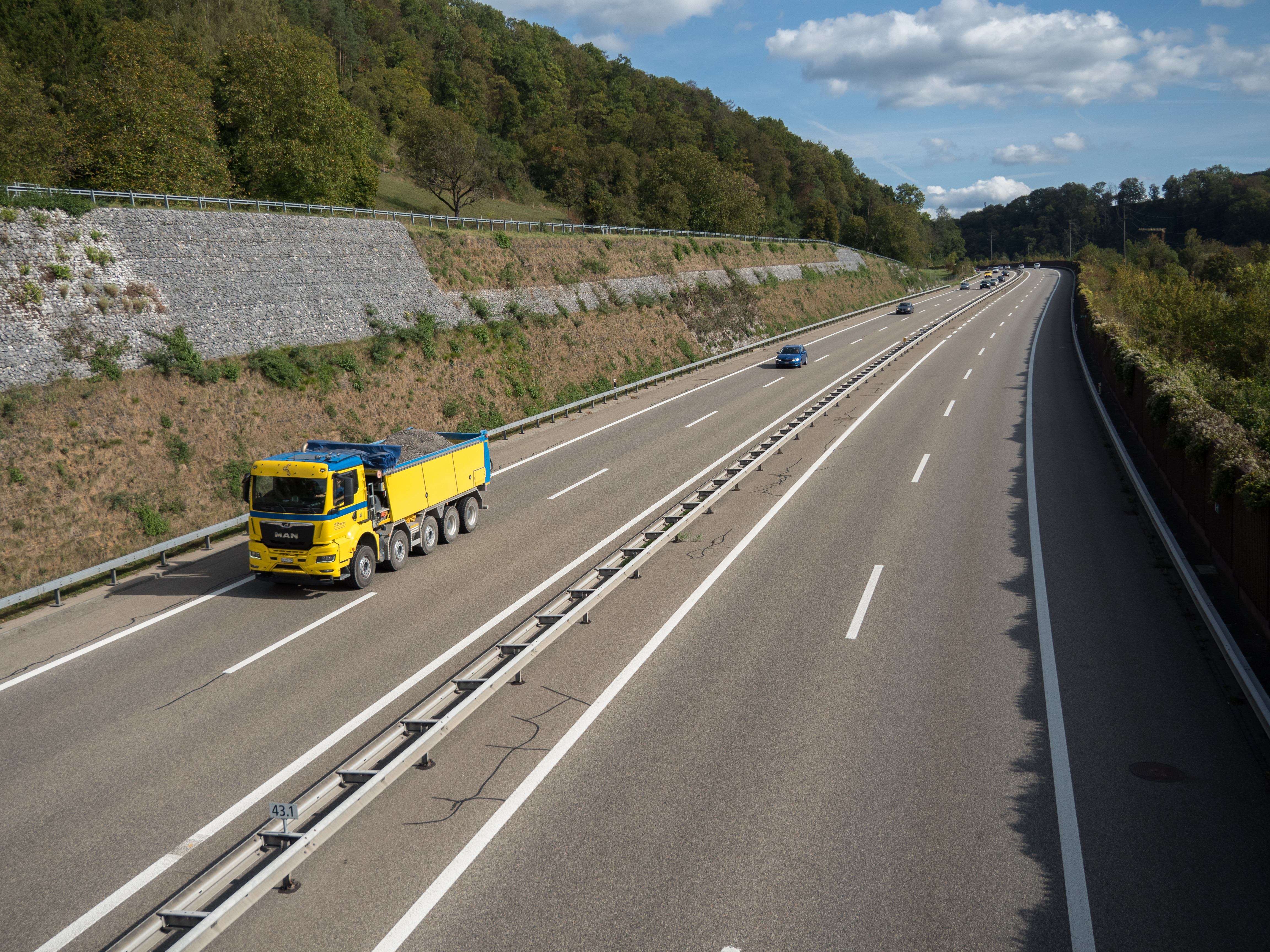
A3 im oberen Fricktal bei Hornussen

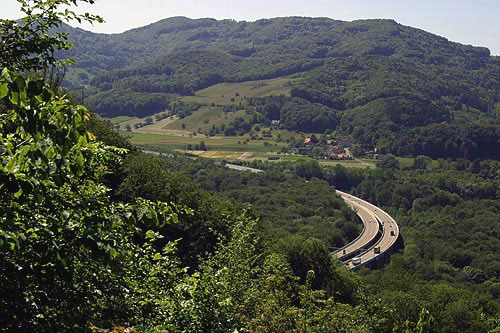
Aareviadukt zwischen Habsburg und Schinznach-Dorf

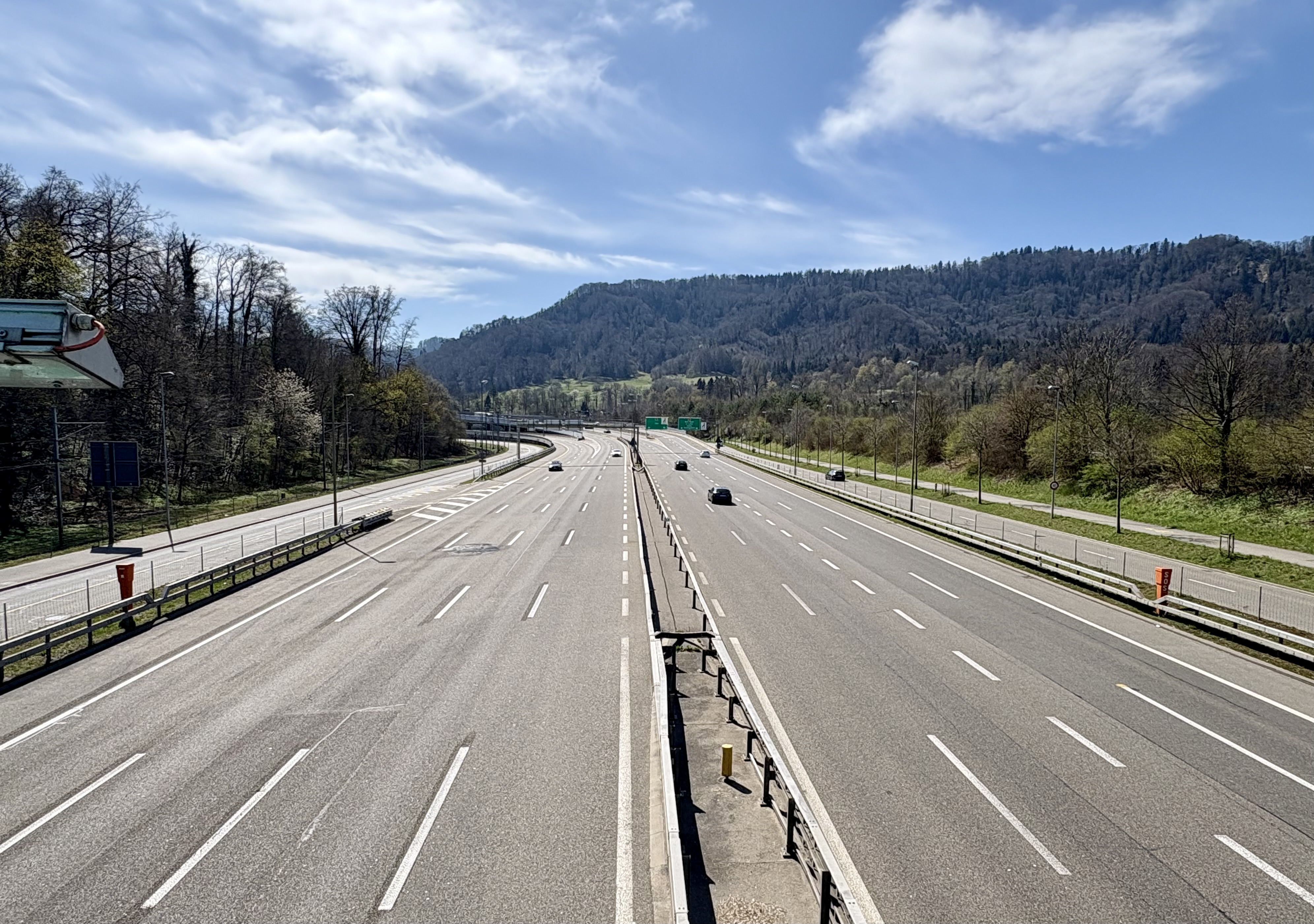
A3W in Zürich stadtauswärts vor der Verzweigung Zürich-Süd (Brunau)

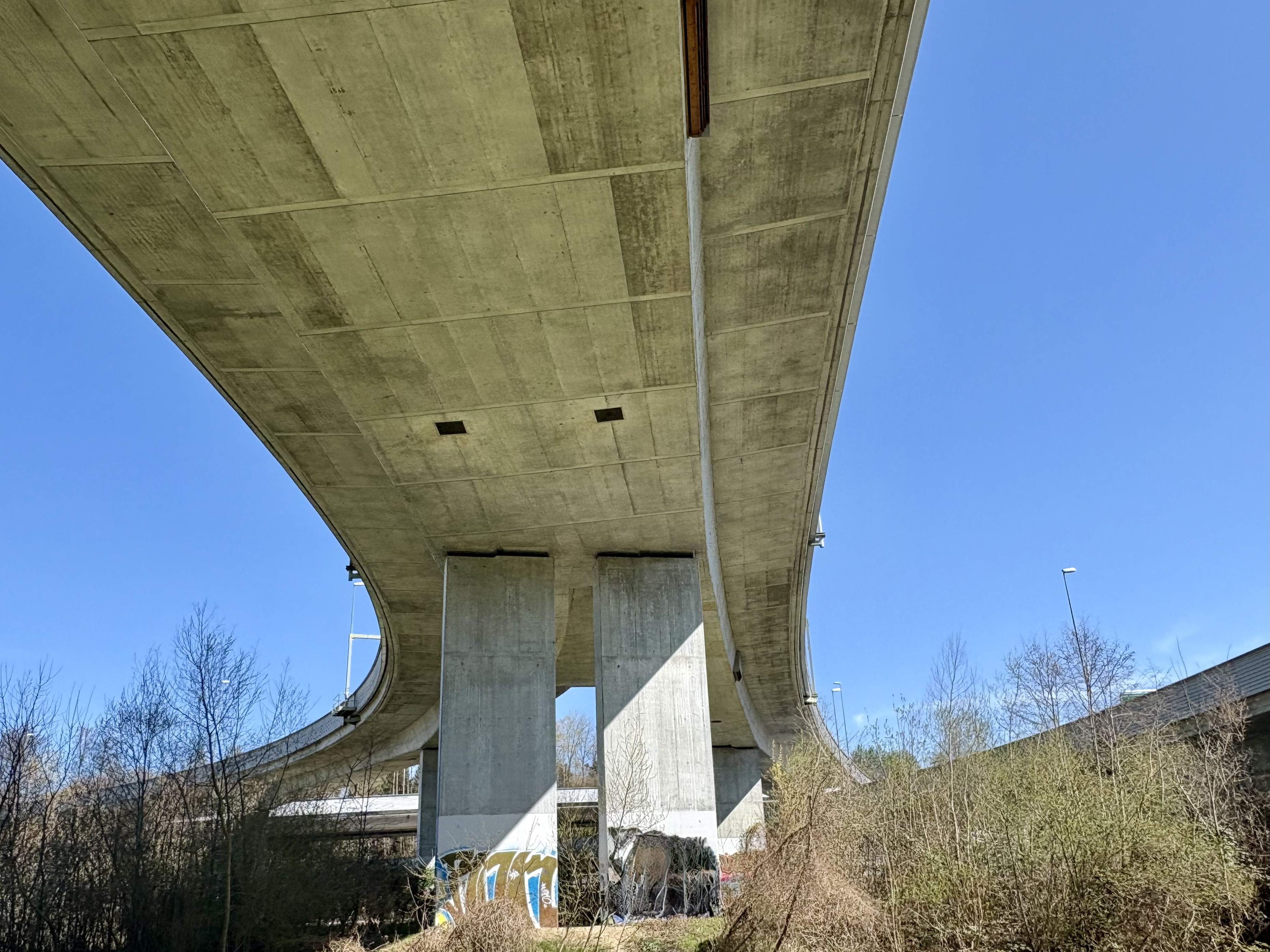
Brücke der Verzweigung ZH-Süd zum Üetlibergtunnel

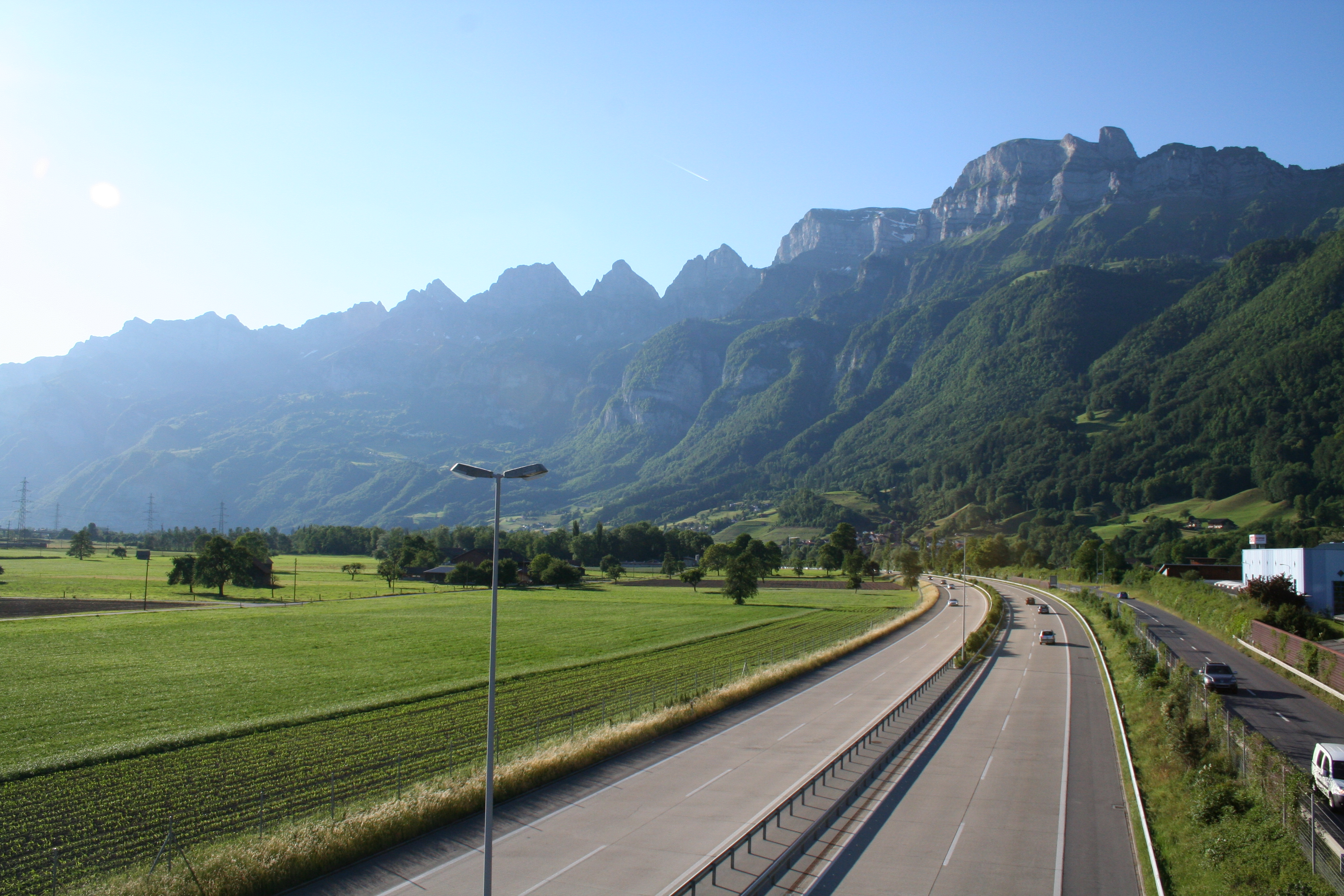
Bei Walenstadt, im Hintergrund die Churfirsten (Blick nach Norden)

Die A3 beginnt als Fortsetzung der französischen A 35 beim Autobahnzoll Basel/Saint-Louis. Nach einer kurzen Strecke als Nordtangente durch Basel, wo sie auf der Dreirosenbrücke den Rhein überquert und in einem Tunnel unter dem Horburgquartier hindurchführt, vereinigt sich die Autobahn bei der Verzweigung Basel Wiese mit der A2, die von der Grenze zu Deutschland her kommt. Im gemeinsamen Verlauf überqueren die Autobahnen auf der Schwarzwaldbrücke den Rhein in der Nähe der Birsmündung. Von Norden erreichen sie die Verzweigung Gellert, wo sie gegen Osten weiterführen und die Birs vor der Verzweigung Hagnau überqueren.
Bei der Verzweigung Augst bei Basel trennt sich die A3 wieder von der A2, die den Jura überquert. Im Kanton Aargau ist die A3 bei Rheinfelden über eine Abzweigung und eine Rheinbrücke mit der deutschen Bundesautobahn 861 verbunden. Von Rheinfelden führt die Autobahn durch das Fricktal nach Osten. Mit dem 3750 Meter langen Bözbergtunnel unterquert sie den Linnerberg, und auf dem Aareviadukt passiert sie das Aaretal mit dem Naturschutzgebiet Umiker Schachen-Stierenhölzli. Danach führt sie durch den Habsburgtunnel in das Gebiet Birrfeld, wo eine Autostrasse nach Brugg abzweigt. Mit der Verzweigung Birrfeld bei Birmenstorf erreicht sie die A1, mit welcher sie auf dem nächsten Abschnitt das gemeinsame Trassee teilt. Sie führt durch den Bareggtunnel und überquert mehrmals die Limmat. Im Kanton Zürich verläuft die A3 vom Autobahnkreuz «Verzweigung Limmattal» an über die 2009 eröffnete «Westumfahrung» von Zürich, durch den Uetlibergtunnel, zur Verzweigung Zürich-Süd und weiter am linken Ufer des Zürichsees entlang. Bei Wollerau erreicht sie den Kanton Schwyz, bei Benken für eine kurze Strecke den Kanton St. Gallen und bei Bilten den Kanton Glarus. Am Südufer des Walensees verläuft sie in mehreren Tunnels nach Walenstadt und dann weiter nach Sargans, wo sie in die A13 mündet.
Die A3 stellt (zusammen mit einem Abschnitt der A1) die wichtigste Verbindung Basel–Zürich und (zusammen mit einem Abschnitt der A13) die wichtigste Verbindung Zürich–Chur dar.

## Abschnitte

### Walensee
Eine Besonderheit stellt der Autobahnabschnitt am Walensee dar. Zwischen Weesen und Murg wurde Mitte 1964 die N3 als Hauptstrasse eröffnet und führte durch die sechs Tunnel des ehemaligen Bahntrassees des 1859 eröffneten Abschnitts Weesen–Sargans der Bahnstrecke Ziegelbrücke–Sargans. Es wurde nach der Verlegung der Bahn in den Kerenzerbergtunnel im Jahre 1960 nicht mehr benutzt. Zum Trassee gehörten die Tunnel Ofenegg (370 m), Weisswand (460 m), Standenhorn (230 m), Glattwand (100 m), Mühlehorn (260 m) und Stutz (144 m). Die Walenseestrasse wurde zwischen Weesen und Walenstadt zum zweispurigen Zwischenabschnitt der ansonsten vierspurigen Strecke. Zur Autobahn ausgebaut wurde der Abschnitt erst 1986 mit der Eröffnung des einröhrigen Tunnel Kerenzerberg (5760 m), durch welchen seither die Richtungsfahrbahn nach Murg/Sargans führt. Die alten sechs Tunnel und die Strasse am Ufer des Walensee wurden auf Einrichtungsbetrieb umgestellt und bilden seither die Richtungsfahrbahn nach Weesen/Zürich.

### Westumfahrung Zürich
Seit dem 4. Mai 2009, mit Eröffnung des Autobahn-Teilstücks zwischen dem Anschluss Birmensdorf und der Verzweigung Zürich Süd – dem letzten Teilstück der sogenannten «Westumfahrung» – ist die A3 zwischen Basel und Sargans durchgehend.
Mit der Verkehrsfreigabe des neuen Abschnitts 2009 wurden zwei bisherige Autobahnabschnitte umnummeriert. Der in die Stadt Zürich führende Autobahnast Limmattal–Hardturm (amtlich seit jeher als N1, per 2020 als N1H erfasst) wurde nun als A1H (Zubringer Hardturm) anstatt als A3 bezeichnet. Der aus der Stadt Zürich führende Autobahnast Wiedikon–Zürich Süd, die sogenannte Sihlhochstrasse, wurde neu als A3W (Zubringer Wiedikon, per 2020 N3W) bezeichnet.
Ebenfalls in Kraft trat mit der Eröffnung der Westumfahrung die erste Stufe der flankierenden Massnahmen für die Wohnquartiere entlang der ehemaligen «Westtangente» in der Stadt Zürich. Die bisherigen Strassenzüge, die für die innerstädtische Transitverbindung der Autobahnendpunkte Hardturm und Wiedikon verwendet wurden, wurden bereits zwei Tage vor der Eröffnung provisorisch auf je eine Fahrspur pro Richtung verengt. In den folgenden Monaten wurde der Rückbau der bisherigen «provisorischen» Transitachsen zu Quartierstrassen (Weststrasse und Sihlfeldstrasse) und städtischen Hauptverkehrsstrassen (Seebahnstrasse und Schimmelstrasse) vorgenommen. Neben verschiedenen baulichen Massnahmen wurden an den Einfallachsen via Wollishofen und Albisrieden zusätzliche Lichtsignalanlagen aufgestellt, die als Dosieranlagen den Verkehrsfluss in die Stadt regeln und den Ausweichverkehr in die Wohnquartiere unattraktiv machen sollen.

## Geschichte
Im Frühjahr 1967 wurde der Abschnitt Zürich Wollishofen–Richterswil entlang dem linken Ufer des Zürichsees eröffnet. Die Bauzeit für diesen 23,7 km langen Abschnitt betrug fünf Jahre, die Kosten 298 Millionen Franken. Während des Baus wurde der notwendige Kies von Langnau und Burghalden mit einem Förderband zur Baustelle gebracht. Mit diesem Abschnitt wurde in Horgen gleichzeitig auch die erste Autobahnpolizei des Kantons Zürich in Betrieb genommen. Weiter entstand die erste Überführung mit Belagsheizung gegen Glatteis.
Im Jahr 1986 wurde das Nadelöhr der Walenseestrasse zur vollwertigen Autobahn ausgebaut.
Der Bözbergtunnel ging 1996 in Betrieb, so dass die A3 Basel–Zürich durchgehend befahrbar war und eine direktere Verbindung im Vergleich zur Route durch den Belchentunnel zur Verfügung stand, mit der gleichzeitig auch Brugg umfahren werden konnte. Die Bauzeit für diesen Abschnitt betrug acht Jahre. Er war seit den 1950er-Jahren in Planung mit ersten Linienführungen über den Bözbergpass und Überquerung des Aaretals mit einer Hochbrücke. Weiter befürchtete Schinznach-Bad das Versiegen der Thermalquelle aufgrund des Autobahnbaus.
Im Mai 2009 wurde die Westumfahrung zwischen der Verzweigung Limmattal und Zürich-Süd eröffnet. Das Hauptbauwerk dieses Abschnitts ist der Uetlibergtunnel.